# リバスタ音楽館
リバスタ音楽館（リバスタおんがくかん）は、NHK北九州放送局が2009年度までエリア限定で放送していたミニ情報番組である。この番組で取り上げている「NHKサンデーコンサート」と併せて解説する。

## 概要
2003年にそれまでの大門地区からリバーウォーク北九州に移転した北九州局は、リバーウォークが大型複合施設である点を活かし、より視聴者に開かれた放送局を目指す取り組みを展開することとなった。
そんな中、当時裏方の役職で北九州局に赴任していた村島章恵らが中心となって、「NHKサンデーコンサート」が企画された。通常は休館にしている局が多い日曜日の14:00から、地元を中心に活動する音楽家や、クラシックや吹奏楽に情熱を燃やす学生・生徒らの生演奏を行っている。
この番組はその模様をダイジェストで紹介するとともに、今後の日程についても案内するための番組で、当初は『なんしよ〜ん!?北九州』の1コーナーとして放送されていたが、『なんしよ〜ん!?』がNHKのリストラのあおりで2007年3月に終わってしまったため、翌4月から現在の単発番組として放送されていた。2010年度はNHKの編成替えにより『三つのたまご』が繰り下げられ、枠を確保できなくなったため、単独番組としては終了し、再び番組内コーナーとして放送されている。
番組で放送されているコンサートの模様は、北九州局のアマチュアビデオクラブメンバーが撮影している。
前身を含め2008年度までは女性スタッフが番組を進行していたが、2009年度はMCトーク部分が完全CG化され、新たに“ぴぴ”というキャラクターが設定され、番組を進行した。

## 放送日時
2008・2009年度
北九州総合テレビ
- 第1・第3日曜日 11:50 - 11:54
- 随時土曜日 12:40 - 12:45

2010年度
『きたきゅうたいむ』のコーナーとして放送。
備考
- 全国で唯一、この時間の『みんなの童謡』が休止となっていた。
- 第2日曜は『九州地区放送番組審議委員会○月の審議から』を11:52 - 11:54で放送。
- 第4日曜は広報番組『きたきゅうたまご』を同枠で放送。なお、日曜日に放送できない場合は、上記土曜の枠に振替放送を行うことがあった。

## 進行役
- 前述のとおり、2009年度はCG化され、新たに設定された専用キャラクター“ぴぴ”が進行した。
- 2008年10月から半年間は、『こんばんは北九州』の女性キャスターが交替で、それまでは、北九州局の女性総務職員が担っていた。